# سقوط الملك (رواية)

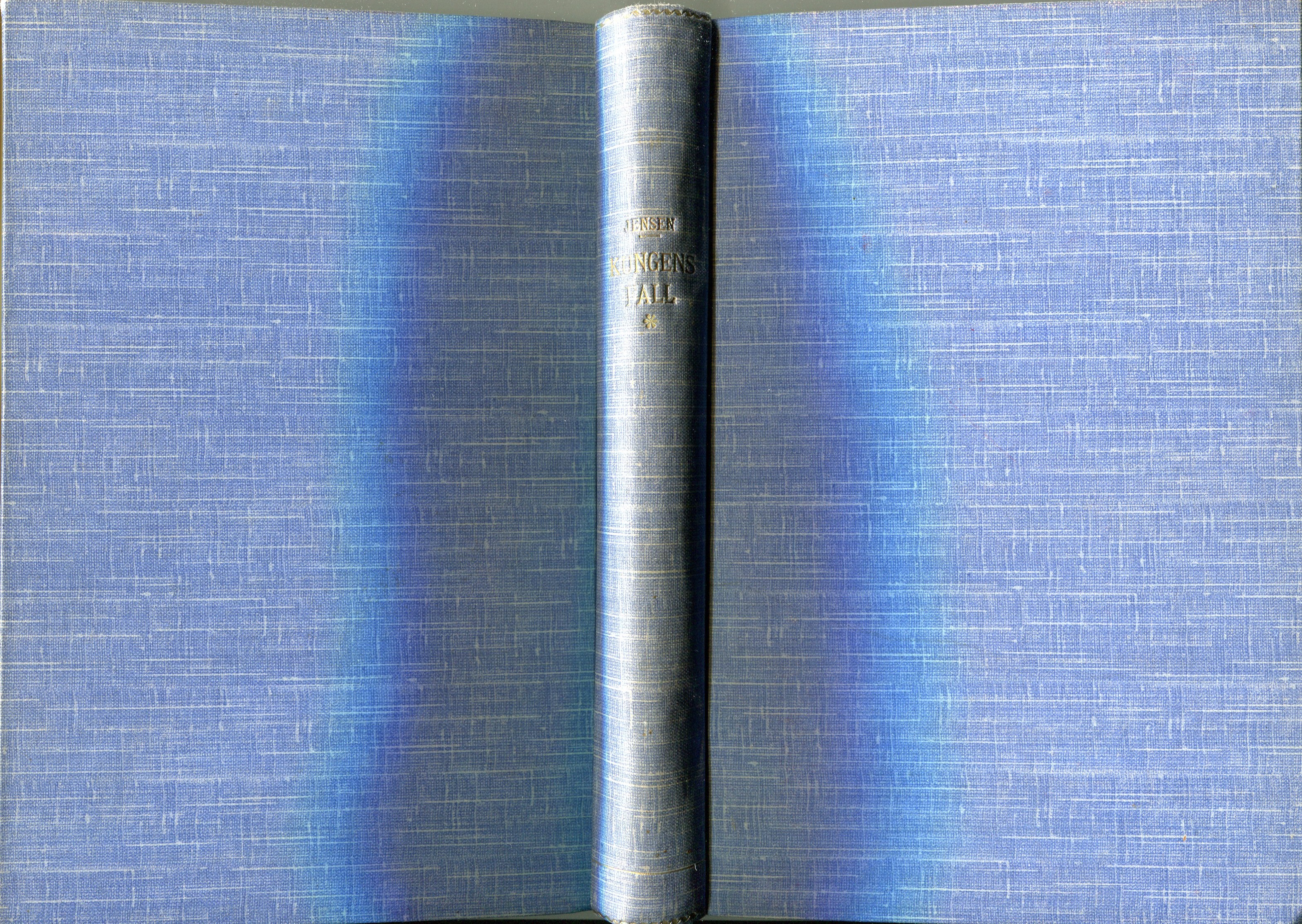
غلاف النسخة السويدية للكتاب عام 1906

سقوط الملك (بالدنماركية: Kongens Fald) هي رواية كتبها المؤلف الدنماركي يوهانس ڤي. ينسن، ونُشرت على ثلاث مراحل بين عامي 1900 و1901.
تحكي الرواية قصة ميكل توغيرسن (Mikkel Thøgersen)، وهو شاب تنقله الأقدار وتشابكات المجتمع إلى الدخول في خدمة الملك كريستيان الثاني ملك الدنمارك. من خلال سرده، تتناول الرواية قضايا تتعلق بالسلطة، والهوية، والانحدار الفردي والاجتماعي، في سياق تاريخي مضطرب يعكس تحوّلات عميقة في الدنمارك في بدايات القرن السادس عشر.
تُعد الرواية من أبرز الأعمال الأدبية في الأدب الدنماركي، وقد ساهمت في فوز ينسن بجائزة نوبل في الأدب عام 1944.

## ملخص

### موت الربيع(فورارتس دود)
تبدأ أحداث رواية "سقوط الملك" (Kongens Fald) حوالي سنة 1497، وتنتهي مع هزيمة الجيش الدنماركي في معركة ديتْمارْشِن (Dithmarschen) سنة 1500.
تمثل هذه الفترة بداية تحولات سياسية واجتماعية حاسمة في تاريخ الدنمارك، ويستخدمها الكاتب يوهانس ڤي. ينسن كخلفية لتصوير الصراعات الداخلية للشخصية الرئيسية ميكل توغيرسن، وكذلك التدهور التدريجي لسلطة الملك كريستيان الثاني، مما يعكس رمزيًا سقوط النظام الملكي المطلق والانقسامات الاجتماعية المتنامية في البلاد.

### الصيف العظيم(متجر دن سومر)
تنتقل أحداث الجزء الثاني من رواية "سقوط الملك" (Kongens Fald) بعد حوالي عشرين عامًا، لتغطي الفترة ما بين مذبحة ستوكهولم سنة 1520 وسقوط الملك كريستيان الثاني في عام 1523.
في هذا الجزء، يُصوّر الكاتب يوهانس ڤي. ينسن بدقة الأوضاع السياسية المتوترة في شمال أوروبا، حيث ترتكب القوات الدنماركية مجزرة دموية في ستوكهولم، راح ضحيتها نخب سويدية بارزة، ما أشعل فتيل الثورة ضد الحكم الدنماركي. وتتوالى الأحداث حتى الإطاحة بـ الملك كريستيان الثاني، الذي يُجبر على الفرار، مما يُجسّد فعليًا سقوط الملك من السلطة، ويُكمل الثيمة الرمزية التي تتناول انهيار الطموح الفردي وسط الاضطرابات الكبرى في التاريخ.

### الشتاء(فينترين)
الجزء الثالث والأخير من رواية "سقوط الملك" (Kongens Fald) يبدأ بعد اثني عشر عامًا من نهاية الجزء الثاني، أي في عام 1536، خلال أحداث حرب الكونت (Count's Feud)، وهي حرب أهلية مزّقت الدنمارك بين أنصار الملك السابق كريستيان الثاني وأنصار الحكم البروتستانتي الجديد.
في هذا الجزء، يُتابع القارئ المرحلة الأخيرة من حياة ميكل توغيرسن، الشخصية المحورية في الرواية، حيث يعيش في عالم مضطرب تغيرت فيه التحالفات السياسية والدينية، وتلاشت فيه الأوهام التي حملها طيلة حياته. تنتهي الرواية مع وفاة ميكل، لتكتمل بذلك دائرة الانهيار الشخصي والوطني التي بدأت منذ الصفحات الأولى.
يعكس هذا الختام تدهور الإنسان أمام حتمية التاريخ، ويُجسّد الفكرة الوجودية العميقة التي يحملها العمل: أن السقوط ليس سقوط ملوك فقط، بل سقوط أحلام، وقيم، ونفوس تقف عاجزة أمام التحولات الكبرى.

## إشادة النقاد
رواية "سقوط الملك" (Kongens Fald) اعتُبرت أفضل رواية دنماركية في القرن العشرين، وذلك من قِبل صحيفتين دنماركيتين بارزتين، بوليتكن (Politiken) وبيرلينغسكي تيدِندِه (Berlingske Tidende)، كلٌ على حدة، في عام 1999.  وفي عام 2006، تم إدراج الرواية ضمن "الكانون الثقافي" (Culture Canon) — وهي لائحة مثيرة للجدل أصدرتها وزارة الثقافة الدنماركية تضم أبرز وأهم الأعمال الفنية والأدبية في تاريخ الدنمارك.
وقد وُضعت رواية سقوط الملك في هذه القائمة إلى جانب أعمال كلاسيكية لدنماركيين كبار مثل:
- هانس كريستيان أندرسن (Hans Christian Andersen)
- سورين كيركغور (Søren Kierkegaard)
- كارن بليكسن (Karen Blixen) وغيرهم من أعمدة الثقافة الدنماركية. [2]

يُعَدّ هذا التكريم شهادة على المكانة الأدبية والتاريخية الرفيعة التي تحتلها الرواية في الوعي الثقافي الدنماركي، وعلى أثرها العميق في الأدب القومي الأوروبي.

## روابط خارجية
- "Johannes V. Jensen: Kongens Fald (1900-1901). Epoke - danske romaner før 1900". e-poke.dk. مؤرشف من الأصل في 2014-08-10. اطلع عليه بتاريخ 2014-08-08. (in Danish)